# Bataille du río Palo
Guerre d'indépendance de la Colombie
Batailles
m
Première république (1810-1815)
- Bajo Palacé
- Magdalena
- Admirable
- Guerre Civile
- Nariño dans le Sud
- Río Palo
- Tolú

Reconquête espagnole (1815-1819)
- Carthagène des Indes
- Cachirí
- Cuchilla del Tambo
- La Plata
- Régime de terreur

Campagne libératrice (1819)
- Paya
- Passage des Andes
- Corrales
- Gámeza
- Pantano de Vargas
- Boyacá

Grande Colombie (1819-1824)
- Campagne fluviale et navale
- Campagne de Pasto

La bataille du río Palo (également appelée bataille du Palo) se déroule près du village de Caloto, le 5 juillet 1815. C'est une importante victoire des patriotes.

## Contexte
Le général José María Cabal est responsable de la ville de Popayán lorsqu'il est attaqué, le 26 avril 1812 par les royalistes, Antonio Tenorio et 1 500 patíanos, qui sont repoussés. En juin 1815, les royalistes parviennent finalement à prendre le contrôle de la ville.

## Déroulement de la bataille
Durant cette bataille, livrée le 5 juillet 1815, les patriotes récupèrent le contrôle de la ville de Popayán.

## Conséquences
La victoire républicaine conduit à la pacification du Cauca pendant un an, le laissant au contrôle des patriotes jusqu'à la Reconquista.